# Saint-Clair-de-Halouze
Saint-Clair-de-Halouze – miejscowość i gmina we Francji, w regionie Normandia, w departamencie Orne.
Według danych na rok 1990 gminę zamieszkiwało 866 osób, a gęstość zaludnienia wynosiła 73 osoby/km² (wśród 1815 gmin Dolnej Normandii Saint-Clair-de-Halouze plasuje się na 261. miejscu pod względem liczby ludności, natomiast pod względem powierzchni na miejscu 396.).